# Sirube-Rube Gunung Purba
Sirube-Rube Gunung Purba is een bestuurslaag in het regentschap Simalungun van de provincie Noord-Sumatra, Indonesië. Sirube-Rube Gunung Purba telt 1335 inwoners (volkstelling 2010).